# Marabou (mode)

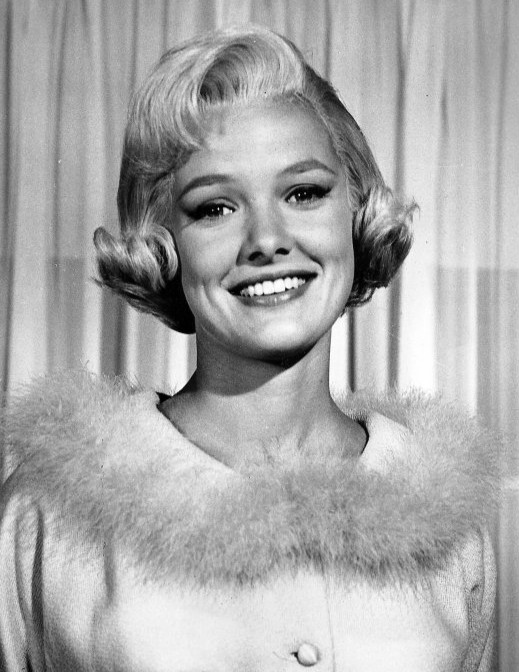
En maraboukrage från 1964.

Marabou är ett fluffigt material framställt av till exempel kalkonfjädrar. Det används för att smycka klädesplagg, i synnerhet kvinnors underkläder och nattkläder. Ordet kommer av franska marabout. Det används även för att binda flugor.